# アナゴ属
アナゴ属（Conger）は、海洋性のアナゴを含む属である。始新世頃から現在まで存続している。
体長が3mにも達するヨーロッパアナゴ等もこの属に分類される。大きなアナゴは地中海の一部で日中に見られる。
多くのアナゴの生活史はほとんど分かっていない。レプトケファルスの捕獲記録から、アメリカのアナゴはサルガッソ海南西部で産卵すると推測されている。
マアナゴは東アジアで食用として重要である。特にしばしば寿司に乗せて食べられる。
「アナゴ」という名称は、この属を含むアナゴ科全体に対して用いられることもある。

## 種
- Conger cinereus Rüppell, 1830
- ヨーロッパアナゴ, Conger conger (Linnaeus, 1758)
- Conger erebennus (Jordan & Snyder, 1901)
- Conger esculentus Poey, 1861
- クロアナゴ, Conger japonicus Bleeker, 1879
- Conger macrocephalus Kanazawa, 1958
- マアナゴ, Conger myriaster (Brevoort, 1856)
- Conger oceanicus (Mitchill, 1818)
- Conger oligoporus Kanazawa, 1958
- Conger orbignianus Valenciennes, 1842
- Conger philippinus Kanazawa, 1958
- Conger triporiceps Kanazawa, 1958
- Conger verreauxi Kaup, 1856
- Conger wilsoni (Bloch & Schneider, 1801)